# (38571) 1999 VH211
1999 VH211 (asteroide 38571) é um asteroide da cintura principal. Possui uma excentricidade de 0.11240390 e uma inclinação de 4.43117º.
Este asteroide foi descoberto no dia 14 de novembro de 1999 por CSS em Catalina.